# Éducation anglaise
Pour plus de détails, voir Fiche technique et Distribution.
Éducation anglaise est un film érotique français de Jean-Claude Roy, sorti en 1983.

## Synopsis
Dans les années 1930, Sylvie est confrontée à un drame : son père, trahi par sa femme, l'abat ainsi que son amant, puis il se suicide. Sylvie est alors confiée à la garde de son oncle, Monsieur Pierron, un libertin entouré de deux femmes. L'orpheline échoue dans un collège à l'éducation très stricte, où les responsables n'hésitent pas à avoir recours aux sévices corporels pour punir les étudiantes. Le collège est situé à la campagne et est isolé de tout, le courrier est filtré par la directrice, les filles subissent tous les mauvais traitements des adultes. Sylvie rencontre Claire qui la protège et devient son amie. Arrive alors une certaine Georgina, nouvelle enseignante qui s'avère être un homme déguisé, en réalité un meurtrier qui se cache pour échapper aux gendarmes. Il s'avère que Georgina (Georges) abuse de sa position et agresse sexuellement les jeunes filles par des attouchements ou encore les humilie en les faisant manger comme des animaux, dénudées et sans couverts. La directrice curieusement laisse faire car elle est subjuguée. Pour couronner le tout, l'employé du collège, Julien, est un vieux vicieux qui prend plaisir à regarder les filles nues lorsqu'elles se lavent. Pour compenser ces mauvais traitements, les jeunes pensionnaires ont des relations lesbiennes. Sylvie, d'abord effrayée, se laisse rapidement initier par Claire. Un jour, Claire est emmenée par sa famille, ce qui rend Sylvie malheureuse ; Georgina (Georges) et la directrice s'en aperçoivent et initient Sylvie à la domination sado-masochiste. Les deux adultes monstrueux détournent la haine des filles d'eux en la faisant passer sur Sylvie. La pensionnaire la plus maltraitée, Sarah Klein fait une tentative de suicide, stoppée juste à temps. Pendant que la directrice emmène Sarah dans une maison de repos, Sylvie découvre qui est vraiment Georgina… qui finit par la contraindre à une relation sexuelle. Sylvie curieusement apprécie le moment.
Un mois plus tard, dans un lupanar, on apprend que tous les évènements ont été rendus publics et que tous les tortionnaires sont en prison… à part Georgina qui a réussi à s'échapper. 
Trois mois plus tard, Sylvie est rentrée chez elle et chasse violemment les femmes de compagnie de son tuteur ; elle le transforme en homme soumis… et recrute Georges comme nouveau valet.

## Distribution
- Brigitte Lahaie : la gouvernante du tuteur de Sylvie
- Jean Antolinos : le tuteur de Sylvie
- André Dupon : le notaire
- Véronique Guillaud
- Obaya Roberts : Sylvie
- Bernard Musson : l'homme à tout faire (vraiment tout) du pensionnat
- Caroline Laurence
- Jean-Claude Dreyfus : Georges/Georgina
- Catherine Noël
- Gérard Croce : le détective privé

## Autour du film
- Ce film traite d'un thème similaire à Dortoir des grandes, autre film érotique sorti l'année suivante, et de Dressage sorti en 1986.